# 마당주

마당 주의 깃발

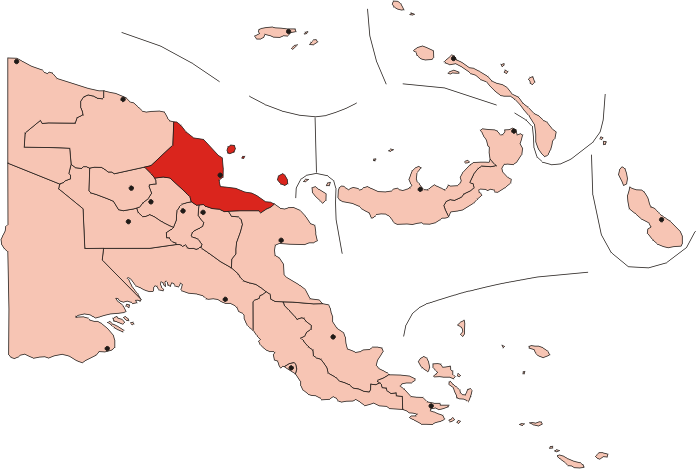
마당 주

마당주(Madang)는 파푸아뉴기니의 주로 주도는 마당이며 면적은 29,000km2, 인구는 365,106명(2000년 기준)이다. 가장 높은 고지대와 많은 활화산이 분포하고 있으며 이 지역에 사용하는 언어만 175개에 달할 정도로 언어학적으로 다양성이 가장 큰 주이다. 이 지역은 코코아와 코프라 생산량은 파푸아뉴기니에서 세 번째로 많으며 양 축산량으로는 두 번째로 많다. 많은 지역은 도로로 연결되지 않고 미개발 상태로 남아 있다.

## 역사
마당에 사람이 살게 된 것은 12000년에서 15000년 전부터로 추정된다. 1914년 오스트레일리아 군대가 라바울을 점령하고 독일령 뉴기니의 지배권을 획득했다. 오스트레일리아의 군정은 7년간 계속되었으며 1919년 베르사유 조약에서 비준되었다. 그러나 이 지역은 거의 개발되지 않은 채 남아 있다가 제2차 세계 대전 중이던 1942년 5월 1일 일본 제국에 의해 마당이 점령되기도 했다. 마당은 이 과정에서 양군의 교전으로 인해 심하게 파괴되었고 1944년 4월 24일 연합군에 의해 탈환되었다. 전후 복구는 거의 이루어지지 않고 있다.

## 교육
마당 시에는 1996년 세워진 디바인워드 대학이 위치해 있다.